# 스타크래프트의 종족
플레이 가능한 스타크래프트의 종족에는 저그(Zerg), 테란(Terran), 프로토스(Protoss)의 세 종족이 있다. 설정상으로는 프로토스와 저그를 창조한 제4의 종족 젤나가(Xel'naga)도 있다.

## 프로토스
프로토스는 고도로 발달한 외계 종족이다. 수도 행성은 아이어이며, 젤나가의 프로토-유전자 실험 대상 종족이었다. 그러나 그들은 너무 자만심에 빠진 나머지, 젤나가들을 공격했고 타락한 젤나가 아몬은 그들이 서로 끝없이 싸우도록 한다. 이를 끝없는 전쟁이라고 부른다. 그러나 사바산은 칼라를 발견하고 프로토스를 칼라 네트워크에 접속시켜 끝없는 전쟁을 종식하도록 만들었다. 그들은 이를 통해 엄청나게 발달하였다. 끝없는 전쟁의 과정에서는 탈다림들이라는 프로토스 분파가 아몬을 찾아서 떠나고, 네라짐 프로토스들이 칼라를 거부해서 서로 분단되는 일도 있었다. 그런 프로토스 중 정화자라는 대의회(conclave)가 만든 궁극의 무기는 기계로 된 로봇병사들이다. 대의회는 그런 프로토스를 단순한 전쟁병기로 생각했고 정화자들은 그 얘기를 듣고 아이어의 프로토스를 학살하고 행성 앤디온 위쪽 사이브로스 안에 이주했다.
기술력 역시 크게 발전했는데, 가장 발달한 부분은 공간 이동 기술이다. 이들의 건축양식에는 출입구가 없으며, 이들 역시 순간이동을 통해 건물을 드나든다. 또한 건축 방식도 이미 지어진 건축물을 소환하여 기지를 건설하는 것을 선호한다. 따라서 게임 상에서는 '탐사정'을 이용해 이미 프로토스들이 자신의 영역에 지어놓은 건축물을 해당 지역으로 소환하는 것으로 묘사한다. '정화자'라는 로봇을 만들었으나 이후에 그 로봇들이 반란을 일으키게 된다. 이는 인공지능 반란 시나리오를 기반으로 하였다.
프로토스의 문화는 전사 문화 사회이며, 사회 구조는 여러 부족들이 모여 하나의 국가를 이룬 다문화 사회이다. 프로토스 사회에 전반적으로 깔려 있는 관념은 자신들의 종족이 우주에서 가장 우월한 종족이라는 신념이다. 그래서 테란을 업신여기며, 매우 하등한 종족으로 생각한다. '칼라이' 분파의 경우 직업에 따른 계급이 존재하나 차별하는 모습은 크게 보이지 않는다. 이는 플라톤의 국가론을 기반으로 하여 만들어진 설정으로 보인다. 
프로토스들 역시 정치적인 관념이 존재하며 이를 기반으로 한 파벌과 독립 집단들도 존재한다. '암흑 기사'라는 유닛들은 '네라짐'이라는 집단에 소속된 것으로 설정되어 있으며, '정화자'는 프로토스들이 제작한 고성능 인공지능 로봇들이 독립을 하여 만든 집단이다. '탈다림'은 약자들을 멸시하며, 다른 프로토스보다 훨씬 호전적인 성향을 가졌으며, 나치 독일과 비슷한 사회이다.
프로토스 사회의 가장 큰 취약점은 과도하게 보수적인 사회라는 사실이다. 프로토스는 자신들이 우주에서 가장 발달된 종족이라는 생각을 갖고 있기 때문에, 변화하는 것을 매우 싫어한다.
프로토스는 체력이 2중 구조로 되어 있으며 보호막과 실체력으로 구성되어 있다. 이는 유닛과 건물 모두에 해당되며 집정관 계열의 유닛은 특이하게 체력은 거의 없으며 보호막이 굉장히 두껍다.

### 유닛과 건물
유닛과 건물 둘 다 제작이 아닌 순간이동으로 소환하는 방식으로 전장에 투입된다.

#### 유닛
- 연결체

- 탐사정(1,2): 입자 빔으로 광물과 가스를 채취할 수 있으며 건물을 순간이동 시킬 수 있는 능력이 있다.

- 관문

- 광전사(1,2) / 백인대장(2 캠페인) / 파수병(2 캠페인): 프로토스의 가장 기본적인 보병으로 공간을 없애는 사이오닉 검을 무기로 사용하는 근접 전사. 파수병 한정으로 한번 사망하면 재구축으로 되살아난다. 그 이후 쿨타임 이내에 다시 사망하면 진짜 사망한다.
- 용기병(1) / 추적자(2): 프로토스의 상이용사. 거동이 불편할 정도로 중상을 입은 프로토스를 로봇에 연결해서 다시 한 번 전투에 참가할 수 있게 만든 원거리 공격 로봇. 추적자는 암흑기사들이 용기병화 된 것으로 점멸(단거리 순간이동) 기능이 추가된 형태이다.
- 사도(2): 프로토스의 여군이며 용기병처럼 장거리 공격에 특화되어 있다.
- 고위기사(1,2) / 승천자(2 캠페인): 장교 포지션에 해당되며 각종 마법을 사용한다.

- 집정관(1,2): 고위기사 2명이 육체를 희생해서 영혼끼리 합친 결정체. 보호막이 매우 강력하지만 육체가 없기 때문에 보호막이 없으면 매우 허약하다.

- 암흑기사(1,2)/ 복수자(2 캠페인) / 피의 사냥꾼(2 캠페인): 프로토스의 특수요원. 암살에 특화되어 있으며 그래서 평생 은폐 상태이다.

- 암흑집정관(1,2 캠페인): 집정관과 같은 원리로 암흑기사 2명이 합친 결정체. 여러 가지 마법을 사용할 수 있다. 집정관처럼 보호막이 매우 두껍지만 육체가 없기 때문에 몸은 매우 허약하다.

- 로봇공학 시설

- 왕복선(1) / 차원분광기(2): 프로토스의 수송선으로 왕복선은 프로토스가 직접 탑승하지만 차원분광기는 좌표를 찍어 순간이동 시키는 형태이다.
- 파괴자(1): 애벌레 모양의 이동식 공장으로 이 공장에서 포탄을 생산해서 발사한다. 그래서 포탄을 생산할 때마다 15의 광물이 소모된다.
- 파수기(2) / 동력기(2 캠페인) / 교란기(2 캠페인): 공격지원용 로봇. 여러 가지 방법으로 아군을 지원한다.
- 불멸자(2) / 말살자(2 캠페인) / 선봉대(2 캠페인): 공성 병기. 불멸자는 내구력이 매우 강하며 말살자는 그림자 포를 사용할 수 있는데 이들 중 유일하게 대공 공격이 가능한 무기이다. 선봉대는 잘못을 저지른 탈다림 병사에게 단 한 번만 주어지는 용서의 기회로 활용된 병력이며 1번에 16발의 포탄을 한꺼번에 쏟아붓는 강력한 공격을 한다.
- 칼라이거신(2) / 정화자거신(2 캠페인) / 분노수호자(2 캠페인): 거신 계열의 로봇은 프로토스의 지상 결전병기이다. 공통적으로 키가 57m나 될 정도로 거대해서 높은 언덕을 이동할 수 있지만 반대급부로 지상과 공중 모두에서 공격을 당한다. 두 거신은 화염 빔으로 지상을 싹쓸이하며 분노수호자는 용기병의 확대복사 버전으로 거대한 포를 발사하는데 이 역시 말살자의 그림자 포처럼 공중 공격이 가능하다.
- 관측선(1,2): 공중에 떠있는 관측장비. 고도의 탐지능력으로 숨어있는 사람이나 기계를 발견하며 반면 관측선은 영구 은폐 상태이다.

- 우주관문

- 정찰기(1, 2 캠페인): 기본 전투기이지만 가성비가 매우 떨어져 스타크래프트2에서는 캠페인 전용으로 등장한다.
- 공허포격기(2) / 파멸자(2 캠페인): 전투기의 함포 뿌리 부분에 분광핵을 달아서 레이저빔을 증폭시키는 공격을 한다. 파멸자의 경우, 분광핵 대신 뮤탈리스크의 정수가 담긴 혈석 수정을 달았으므로 공격 증폭 기능이 사라진 대신 한 번에 여러 적을 공격할 수 있다.
- 해적선(1, 2 캠페인): 공대공 전투기로 지상에 분열망을 뿌려서 적 지상유닛이 공격하지 못하게 막는다.
- 불사조(2) / 신기루(2 캠페인): 공중 전투기로 지상 유닛을 공중에 띄워서 공격할 수 있다.
- 우주모함(1,2): 거대 함선. 자체 공격능력은 없으며 내부에 공장이 탑재되어 있는데 이 공장에서 요격기를 생산한다. 요격기 생산시 25의 광물이 소모된다.

- 요격기(1,2): 우주모함 내부에서 생산된 소형 전투기. 벌처럼 날아다니면서 공격을 한다. 우주모함 1대 당 8기의 요격기가 탑재된다.
- 수리비행정(2 캠페인): 우주모함에 딸려있는 기계를 수리하는 비행선. 우주모함 1대 당 수리비행정 2대씩 딸려있다.

- 폭풍함(2): 거대 공격함선.
- 모선(2): 여러 가지 능력을 탑재한 사령선. 사령선이기 때문에 단 1대만 생산할 수 있지만 그 대신 자체 공격능력도 매우 강력하며 스킬 역시 엄청나게 강력하다. 사령관이 여성이다. 체력 1000 / 보호막 1000 이라서 내구력이 엄청나다.
- 중재자(1, 2 캠페인): 여러 가지 능력을 갖춘 비행선으로 과학선의 프로토스 버전이지만 과학선과는 달리 간단한 공격 능력도 갖추고 있다.

#### 건물
- 연결체(1,2): 프로토스의 기본 건물. 광물과 가스를 저장하며 탐사정을 소환할 수 있다. 기본적으로 10칸을 소환할 수 있는 공간을 확보한다.
- 융화소(1,2): 프로토스의 탐사정이 가스를 채취할 수 있도록 만든 시설.
- 수정탑(1,2): 프로토스의 동력 배터리. 프로토스의 건물은 수정탑이 제공하는 동력장 범위 안에서만 소환할 수 있으며 수정탑이 제공하는 동력에 의해 움직인다. 기본적으로 8칸을 소환할 수 있는 공간을 확보한다.

- 제련소(1,2): 수정탑을 소환해야 소환할 수 있는 건물. 주로 지상 병력들의 공격력과 방어력 및 보호막을 업그레이드 하는 시설이다.

- 황혼의회(1,2): 제련소를 소환해야 소환할 수 있는 건물. 제련소보다 다욱 깊이있게 지상 병력들과 보호막을 업그레이드 하는 시설이다.
- 기사단기록보관소(1,2): 황혼 의회를 소환해야 소환할 수 있는 건물. 고위기사 관련 업그레이드를 하는 건물이다.
- 암흑성소(2): 황혼 의회를 소환해야 소환할 수 있는 건물. 암흑기사 관련 업그레이드를 하는 건물이다.
- 광자포(1,2): 제련소를 소환해야 소환할 수 있는 건물. 고정 포탑이며 공격 방식은 용기병과 동일하다.

- 관문(1,2): 프로토스의 보병을 소환하는 정거장이다.

- 차원관문(2): 보병을 더욱 빨리 소환시킬 수 있도록 관문을 개조시킨 정거장이다.
- 인공제어소(1,2): 관문을 소환해야 소환할 수 있는 건물. 주로 항공 병력들의 공격력과 방어력을 업그레이드 하는 시설이다.

- 보호막 충전소(1,2): 인공제어소를 소환해야 소환할 수 있는 건물. 병력들의 보호막을 충전하는 시설이다.

- 로봇공학시설(1,2): 인공제어소를 소환해야 소환할 수 있는 건물. 프로토스의 기계화부대를 소환하는 정거장이다.

- 로봇공학지원소(1,2): 로봇공학시설을 소환해야 소환할 수 있는 건물. 기계화부대 관련 업그레이드를 하는 건물이다.

- 우주관문(1,2): 인공제어소를 소환해야 소환할 수 있는 건물. 프로토스의 항공부대를 소환하는 정거장이다.

- 함대신호소(1,2): 우주관문을 소환해야 소환할 수 있는 건물. 항공부대 관련 업그레이드를 하는 건물이다.

## 저그
고대의 종족인 젤나가 아몬이 만든 2번째 종족으로, 저그 애벌레가 모든 저그의 DNA를 가져 변태하는 것을 기반하여 만들어졌다. 저그는 '초월체'와 다른 정신체 (대군주 등 지위가 높은 개체들)만이 자아를 가지고 다른 저그들은 군단의식을 가지는 종족이다. 그러나 제라툴이 정신체를 죽이고, 태사다르가 초월체를 죽이고 새로운 어린 초월체가 제라툴에 의하여 저그는 잠시 군단의식을 잃어 공격적이게 바뀌었으나 케리건의 통제로 다시 저그는 칼날여왕을 중심으로 다시 모인다. 하지만 레이너와 발레리안이 케리건을 정화시켜 다시 통제를 잃었으나 케리건이 다시 깨어나자 통제권을 가지고 자아를 가져 자신의 무리를 이끄는 무리여왕을 만들어 통제자가 없어도 저그가 독립적으로 나갈 수 있게 하였다. 그런 저그들 중 원시저그라는 저그가 있다. 그들은 아몬의 실험저그이자 서로 죽이고 진화하는 원시저그들이다.

### 유닛과 건물
일벌레가 변이하여 건물이 되며 건물에서 생산하는 애벌레가 변이하여 유닛이 된다.

#### 유닛
테란의 사령부를 감염시켜서 만드는 감염된 사령부 이외의 모든 유닛은 오직 부화장 → 번식지 → 군락에서 배출하는 애벌레에서만 생산된다.
- 기본

- 유전자 제공 없이 변이

- 일벌레(1,2): 가쉬르 말벌의 유전 정보를 받아 만든 벌레. 광물과 가스를 채취하며 건물로 변이한다.
- 대군주(1,2) / 감시군주(2): 기간틱스 프록시매의 유전 정보를 받아서 만든 벌레. 항상 공중부양을 하고 있으며 뇌가 극도로 발달해 다른 저그 벌레들을 통제 및 관리한다. 또한 뛰어난 두뇌로 인해 숨어있는 사람이나 기계들을 쉽게 발견하며 수송선의 역할도 담당한다.

- 즈가시 듄러너 계열

- 산란못 유전자 제공

- 저글링(1,2): 즈가시 듄러너의 유전 정보를 받아 만든 벌레. 유전 정보가 지극히 간단한 덕분에 1마리의 애벌레가 변이하면 2마리의 저글링이 태어난다.

- 맹독충 둥지 유전자 제공

- 맹독충(2): 저글링에서 변이한 벌레. 몸 내부에 진한 산성용액으로 가득차 있으며 자폭으로 공격한다.

- 슬로시엔 계열

- 히드라리스크굴 유전자 제공

- 히드라리스크(1,2): 슬로시엔의 유전 정보를 받아서 만든 벌레. 저그의 주력 전투원 중 하나이며 가시를 발사하는 공격을 한다. 본디 원본인 슬로시엔은 대단히 온순한 동물이었으나 저그가 받아들이면서 엄청나게 난폭해졌다.

- 가시지옥굴 유전자 제공

- 가시지옥(1,2): 히드라리스크에서 변이한 벌레. 지상에서는 공격 능력이 아예 없지만 땅 속으로 들어가면 등뼈를 투척해서 공격한다.

- 잔타 민달팽이 계열

- 바퀴소굴 유전자 제공

- 바퀴(2): 잔타 민달팽이의 유전 정보를 받아서 만든 벌레. 바퀴벌레처럼 생존 능력이 막강하며 재생 능력이 뛰어나다.

- 아라크니스 종족 사육자 계열

- 여왕둥지 유전자 제공

- 여왕(1,2): 아라크니스 종족 사육자의 유전 정보를 받아서 만든 벌레. 공중부양을 하고 있으며 적의 몸에 기생충을 달아서 정찰을 하거나 테란의 사령부를 감염시키기도 한다.

- 만티스 스크리머 계열

- 둥지탑 유전자 제공

- 뮤탈리스크(1,2): 만티스 스크리머의 유전 정보를 받아서 만든 벌레. 활강을 하면서 배설강에서 쐐기벌레를 발사해 공격한다. 고기 맛이 좋은지 버바네 휴게소 메뉴 중에 뮤탈리스크 날개 요리가 존재한다.

- 거대둥지탑 유전자 제공

- 포식귀(1): 뮤탈리스크에서 변이한 벌레. 부식성 산으로 공격하며 공중공격만 가능하다.
- 수호군주(1): 뮤탈리스크에서 변이한 벌레. 산성 포자로 공격하며 지상공격만 가능하다. 외형이 게를 닮았다.

- 종족 불명

- 갈귀(1): 원본 종족은 불명. 저글링처럼 유전 정보가 지극히 간단해서 1마리의 애벌레로 갈귀 2마리가 태어난다. 오직 자폭밖에 안한다.

- 크라토스 모뷸라 계열

- 둥지탑 유전자 제공

- 타락귀(2): 크라토스 모뷸라의 유전 정보를 받아서 만든 벌레. 공중부양을 하고 있으며 대형 함선에 더욱 강력한 공격을 한다.

- 거대둥지탑 유전자 제공

- 무리군주(2): 타락귀에서 변이한 벌레. 공생충을 투척하는 공격을 한다.

- 보르부의 대모 계열

- 감염구덩이 유전자 제공

- 감염충(2): 보르부의 대모의 유전 정보를 받아서 만든 벌레. 파괴자와 유사한 외형으로 애벌레 형태이다. 여러 가지 마법 스킬을 사용한다.

- 스웜호스트 계열

- 감염구덩이 유전자 제공

- 군단숙주(2 캠페인): 원래 이 종족으로 피파개구리처럼 등짝에서 식충을 만들어내서 공격한다.

- 불명

- 땅굴망 유전자 제공

- 땅굴벌레(2)

- 브론토리스 계열

- 울트라리스크동굴 유전자 제공

- 울트라리스크(1,2): 브론토리스의 유전 정보를 받아서 만든 벌레. 거대하며 코끼리와 유사한 신체구조를 지녔다. 코끼리 엄니와 같은 포지션의 날카롭고 거대한 이빨인 카이저 칼날로 공격한다.

- 감염된 사령부

- 감염된 테란(1,2): 테란이 저그 바이러스에 감염된 상태이다. 1탄과 2탄의 성능이 완전히 다른데 1탄은 맹독충처럼 자폭하는 유닛이며 2탄은 자체 전투능력이 있다. 군인 버전은 해병처럼 소총 사격을 하며 민간인 버전은 접근해서 손톱으로 할퀴는 공격을 한다. 자유의 날개 캠페인에서는 밤에만 나타나며 햇빛을 받으면 타 죽는다.

#### 건물
- 부화장 → 번식지 → 군락(1,2)

저그의 모든 유닛과 건물의 기본이 되는 건물. 최초에는 부화장으로 시작하며 산란못에서 제공하는 유전정보를 이용하여 번식지로 진화하게 되고 번식지는 여왕의 둥지에서 제공하는 유전정보를 이용하여 군락으로 진화한다.
저그의 유닛은 오직 이 곳에서만 태어나며 다른 건물에서 유전정보를 제공받아 해당 건물에 맞는 유닛을 양산한다.
- 추출장(1,2): 저그의 일벌레가 가스를 채취할 수 있도록 만든 시설.
- 점막군체(1): 저그의 점막을 퍼뜨리는 건물이며, 저그의 방어 건물인 지하군체, 포자군체, 관통군체로 변이할 수 있다.

## 테란
테란은 지구에서 버려진 범죄자 집단, 반체제 인사들, 사이오닉 능력자들으로 이루어진 인간 종족이다. 적응력과 경제성이 좋으나 자가회복이 불가능하다는 단점이 있다. 스타크래프트 1에서 가장 속도가 빠른 유닛인 벌처와 가장 사거리가 긴 시즈탱크가 이 종족에게 있다. 22세기, 지구의 갈수록 늘어나는 인구 때문에 식량 부족과 같은 일이 일어나자, 강대국 협의회(후 지구 집정 연합으로 명칭을 바꿈)는 범죄자들, 사이오닉 능력자들, 반체제 인사들을 포함한 20만 명을 다른 행성으로 이동시킨다. 그 과정에서 슈퍼컴퓨터에 오류가 일어나, 그들은 원래 의도했던 곳이 아닌 다른 곳, 즉 코프룰루 구역에 불시착한다. 4개의 수송선들 중 하나는 폭발하고, 남은 3개의 수송선들은 각각 모리아, 타소니스, 우모자 행성에 떨어져 켈모리아 조합, 테란 연합, 우모자 보호령이 된다.후에 테란 자치령으로
발전한다.

### 유닛과 건물
구성원은 사령부에 있는 병력들로 구성되어 있으며 유닛은 그 구성원을 훈련시켜서 전장에 투입하며 건물은 건설로봇이 제작한다. 테란의 건물 대부분이 이동식 건물이다.

#### 유닛
- 사령부 / 궤도사령부 / 행성요새

- 건설로봇(1,2): 노동자로 건물 건설 및 광물과 가스를 채취하는 일을 한다. 기계 유닛에 대한 수리가 가능하다.
- 지게로봇(2): 광물 채취에만 특화된 로봇으로 궤도사령부에서 마나 50으로 소환한다.

- 병영

- 해병(1,2): 가장 기본적인 소총병. 2탄에서는 업그레이드를 통해 방패를 장착할 수 있다. 방패를 달면 체력이 소폭 상승한다.

- 전쟁광(용병): 자유의 날개에 등장하는 용병 해병. 기본적으로 계약이 되어 있으며 한번에 4명씩 3번 소환할 수 있다. 일반 해병의 150% 정도의 능력을 갖추고 있다. 벙커에 넣어서 방어용으로 사용하면 좋다.

- 의무관(1,2 캠페인): 의무병. 치료를 전문적으로 하는 병사.
- 사신(2): 해병으로 징병된 인원 중에서도 악질인 인원만 골라 선발된다. 권총과 지뢰를 무기로 사용하며 언덕 위를 자유자재로 이동할 수 있다.
- 화염방사병(1, 2 캠페인): 화염방사기를 사용하는 병사.

- 악마의 개(용병): 자유의 날개에 등장하는 용병 화염방사병. 자금 25,000으로 계약할 수 있으며 한번에 2명씩 2번 소환할 수 있다. 일반 화염방사병의 200% 정도의 능력을 갖추고 있다. 보병 중에서만 최강일 뿐 다이아몬드백 전차나 토르보다는 현저히 약하며 테란은 보병만 있는 게 아니라 기갑군 및 공군이 존재하기 때문에 사실상 쓸모 없다.

- 불곰(2): 화염방사병과 동일한 방호복을 착용했으며 화염방사기 대신 충격탄을 사용하는 병사.

- 망치 경호대(용병): 자유의 날개에 등장하는 용병 불곰. 자금 30,000으로 계약할 수 있으며 한번에 2명씩 2번 소환할 수 있다. 일반 불곰의 170% 정도의 능력을 갖추고 있다. 전쟁광처럼 벙커에 넣어서 방어용으로 사용하면 좋다.

- 유령요원(1,2): 사이오닉 능력을 가진 테란인들을 징발해서 사이오닉 능력만 극대화시킨 특수부대 대원.
- 악령요원(2 캠페인): 유령요원과 동일한 징병대상으로 선발한 인원이며 유령요원과는 다른 방법으로 훈련시킨 특수부대 대원.

- 군수공장

- 투견(2 캠페인): 로봇 보병으로 보병으로서는 매우 강력한 공격능력을 갖추고 있다. 밸런스 문제로 인해 플레이어는 사용할 수 없으며 캠페인에서 적으로만 등장한다.
- 시체매(1, 2 캠페인): 거미 지뢰 3개를 탑재한 전투 오토바이.
- 화염차(2) / 화염기갑병(2): 민수용 차량인 모히칸 사륜차를 군용 사양에 맞게 개조한 후 지붕에 화염방사기를 장착한 테크니컬. 화염기갑병은 화염차를 로봇으로 변신한 사양이다.
- 약탈자(2 캠페인): 식육목 고양이과 동물처럼 생긴 외형을 가진 지상 근접공격 유닛이다. 너무 성능이 좋지 않아서 캠페인에서만 사용 가능하게 변했다. 크기와 이동속도가 다이아몬드백전차와 동일하면서 근접공격을 하며 그러면서도 공성전차보다 체력이 적다.
- 골리앗(1,2 캠페인): 대공 능력을 갖춘 전투로봇.

- 스파르타 중대(용병): 자유의 날개에 등장하는 용병 골리앗. 자금 40,000으로 계약할 수 있으며 한번에 2대씩 2번 소환할 수 있다. 일반 골리앗의 130% 정도의 능력을 갖추고 있다. 이동식 미사일 포탑처럼 사용하면 된다.

- 땅거미 지뢰(2): 인공지능이 탑재된 전투지뢰 로봇.
- 사이클론(2): 경량급 전투차량.
- 경비로봇(2 캠페인): 초경량급 전투차량. 차량임에도 불구하고 너무 작아서 전투 능력은 해병과 비슷하다.
- 다이아몬드백전차(2 캠페인): 호버크래프트의 원리를 이용해 제작한 공중부양전차로 레일건 2정을 장착했다. 이동하면서 공격이 가능하며 내구력이 매우 단단하다.
- 공성 전차(1,2): 일반 모드와 공성 모드로 선택이 가능한 전차. 공성모드일 경우 가공할 파괴력으로 공격한다. 1에는 아크라이트 공성 전차가, 2에는 크루시오 공성 전차가 등장한다.

- 공성파괴단(용병): 자유의 날개에 등장하는 용병 공성전차. 자금 45,000으로 계약할 수 있으며 한번에 2대씩 2번 소환할 수 있다. 일반 공성전차의 160% 정도의 능력을 갖추고 있다. 공성 모드의 공격력이 어마어마하게 강해 2대의 파괴력이 핵 미사일 발사 1방과 동일하며 거신, 울트라리스크, 토르를 제외하면 전부 1방에 죽인다.

- 토르(2): 거대 전투 로봇인 '오딘'을 베껴 만든 전투 로봇. 캠페인에서는 '불멸 프로토콜' 스킬이 존재하는데 불멸 프로토콜은 파괴된 토르를 가스 200만 사용하여 재구축하는 스킬이다.

- 우주공항

- 망령전투기(1,2 캠페인): 은폐 기능이 탑재된 전투기.
- 바이킹(2): 전투기와 지상공격로봇으로 변신이 가능한 로봇형 전투기.

- 헬의 천사(용병): 자유의 날개에 등장하는 용병 바이킹. 자금 45,000으로 계약할 수 있으며 한번에 2대씩 3번 소환할 수 있다. 일반 바이킹의 140% 정도의 능력을 갖추고 있다. 대공이 아쉬울 때 굉장히 요긴하다.

- 발키리(1): 공대공 전투에 특화된 전투기.
- 밴시(2): 은폐 기능이 탑재된 헬리콥터. 폭격에 특화되어 있다.

- 그늘날개(용병): 자유의 날개에 등장하는 용병 밴시. 자금 60,000으로 계약할 수 있으며 한번에 2대씩 2번 소환할 수 있다. 일반 밴시의 140% 정도의 능력을 갖추고 있다. 평범하다.

- 해방선(2): 발키리보다 더 강하게 만든 공대공 전투기. 수호기 모드로 전환할 경우 지상에 강력한 공격을 하는 대신 움직일 수 없다. 적의 일꾼의 자원 채취를 방해하는 데 아주 좋다.
- 수송선(1) / 의료선(2): 병력을 운송하는 비행기이며 의료선은 여기에 치료 기능을 추가했다.
- 헤라클레스 수송선(2 캠페인): 다른 능력은 없지만 전투순양함과 동일한 체력과 30인분을 수송할 수 있는(다른 수송선은 8인분으로 통일) 사기적인 능력을 보유한 수송선이다.
- 과학선(1,2 캠페인): 이동식 과학 연구소. 고도의 탐지 장치가 내장되어 있어 숨어있는 사람이나 기계를 쉽게 발견한다.
- 밤까마귀(2): 과학선과 비슷한 과학 연구소이지만 특수 기능에 특화된 과학선과는 달리 전투에 특화되어 있다. 고도의 탐지 장치가 내장되어 있어 숨어있는 사람이나 기계를 쉽게 발견한다.
- 전투순양함(1,2): 강력한 우주선 군함. 결전병기로 야마토 포를 탑재했다.

- 잭슨의 복수단(용병): 자유의 날개에 등장하는 용병 전투순양함. 자금 80,000으로 계약할 수 있으며 단 1대만 소환할 수 있다. 일반 전투순양함의 120% 정도의 능력을 갖추고 있다. 하지만 일반 전투순양함과 동일한 가격으로 소환이 가능하며 맷집이 굉장히 좋아서 소환해 놓으면 아주 좋다.

#### 건물
- 사령부(1,2): 테란의 기본 건물. 광물과 가스를 저장하며 건설로봇을 제작할 수 있다. 기본적으로 10명 분량의 군수물자를 제공한다.

- 통신 위성 중계소(1): 사관학교를 건설해야 설치할 수 있는 건물. 사령부의 부속건물로 레이더 시설이 설치되어 있다.
- 핵무기격납고(1): 과학시설에 비밀작전실을 설치해야 설치가 가능한 부속건물. 사령부의 부속건물로 핵무기가 수납되어 있다.
- 궤도사령부(2):  병영을 건설해야 개조할 수 있는 건물. 사령부와 통신위성중계소가 결합된 상태. 통신위성중계소의 기능 이외에도 지게로봇을 소환하는 기능이 추가되었다.
- 행성요새(2): 병영을 건설해야 개조할 수 있는 건물. 사령부를 무장시킨 건물로 지상만 공격이 가능하다. 공중으로 띄울 수 없다.

- 정제소(1,2): 테란의 건설로봇이 가스를 채취할 수 있도록 만든 시설.
- 보급고(1,2): 테란의 군수창고. 기본적으로 8명 분량의 군수물자를 제공한다.
- 병영(1,2): 보급고를 건설해야 건설할 수 있는 건물.[6] 테란의 보병을 훈련하는 막사이다.

- 사관학교(1): 병영을 건설해야 건설할 수 있는 건물. 주로 지상 병력들의 스킬을 업그레이드 하는 시설이다.
- 감지탑(2): 병영을 건설해야 건설할 수 있는 건물. 숨어있는 적을 찾아내는 시설이다.
- 벙커(1,2): 병영을 전설해야 건설할 수 있는 건물. 보병을 탑재해서 사용하는 방어건물로 1탄에서는 병력공간 4칸이었으나 2탄에서는 기본 4칸이지만 업그레이드를 통해 6칸으로 확장할 수 있다.
- 공학 연구소(1,2): 병영을 건설해야 건설할 수 있는 건물. 보병의 공격력과 방어력, 벙커의 성능을 업그레이드 하는 시설이다.

- 미사일 포탑(1,2): 공학연구소를 건설해야 건설할 수 있는 건물. 고정포탑이지만 공중만 공격할 수 있다.
- 지옥포탑(2 캠페인): 공학연구소를 건설해야 건설할 수 있는 건물. 고정포탑이지만 지상만 공격할 수 있다. 화염방사기의 형태이므로 리치가 짧다. 그 대신 공격을 하지 않을 때는 땅 속에 숨어 있는다.

- 군수공장(1,2): 병영을 건설해야 건설할 수 있는 건물. 테란의 기계화부대를 제작하는 공장이다.

- 무기고(1,2): 군수공장을 건설해야 건설할 수 있는 건물. 기계화부대 관련 업그레이드를 하는 건물이다.

- 우주공항(1,2): 군수공장을 건설해야 건설할 수 있는 건물. 테란의 항공부대를 제작하는 공장이다.

- 융화소(2): 우주공항을 건설해야 건설할 수 있는 건물. 항공부대 관련 업그레이드를 하는 건물이다.
- 유령사관학교(2): 우주공항을 건설해야 건설할 수 있는 건물. 유령 관련 업그레이드를 하는 건물이다. 스타크래프트2에서는 핵격납고의 역할을 겸한다.
- 악령사관학교(2 캠페인): 우주공항을 건설해야 건설할 수 있는 건물. 악령 관련 업그레이드를 하는 건물이다. 스타크래프트2에서는 핵격납고의 역할을 겸한다. 유령 관련 업그레이드를 하는 시설이다.

- 과학 시설(1): 우주공항을 건설해야 건설할 수 있는 건물. 과학선 관련 업그레이드를 하는 건물이며 비밀 작전실과 물리 연구실 중 하나를 선택해서 설치할 수 있다.

- 비밀작전실(1): 과학시설을 건설해야 건설할 수 있는 건물. 과학시설의 부속건물이다. 유령 관련 업그레이드를 하는 시설이다.
- 물리연구실(1): 과학시설을 건설해야 건설할 수 있는 건물. 과학시설의 부속건물이다. 전투순양함 관련 업그레이드를 하는 시설이다.

- 공용부속건물

- 기술실(2): 고급 기술을 필요로 하는 유닛을 생산하게 한다.
- 반응로(2): 고급 기술이 필요없는 유닛을 한 번에 2대씩 생산하게 한다.
- 기술반응로(2 캠페인): 기술실과 반응로의 기능을 합쳤다. 고급 유닛을 한 번에 2대씩 생산하게 한다.

## 젤나가
젤나가는 프로토스를 창조하고 더 완벽한 존재를 만들기 위해 저그를 창조하였다. 젤나가는 프로토스의 언어인 칼라니어로 '먼 곳에서 온 탐험가들'이라는 의미이다.
그중 '아몬'이라는 타락한 젤나가가 있었고 자신의 혼종군대로 모든 생물들을 없애고 다시 시작하려 했으나 '아르타니스', '레이너' 그리고 '케리건'에 의해 소멸되었다.

## 혼종
혼종은 저그와 프로토스의 융합체 종족이다. 저그보다 더욱 흉폭하다.
사라 케리건이 젤나가로 변신한 이유는 이 혼종을 퇴치하기 위해서이다.

## 기타 종족

### 랜덤
컴퓨터가 저그, 테란, 프로토스 중 1개를 무작위로 선택하여 준다. 상대방에게 종족을 숨길 수 있어 빠른 정찰을 요구할 수 있다는 장점이 있으나 무엇이 나올지 모르므로 전략구상에 단점이 있다.

### 선택 랜덤(CR)
컴퓨터가 정해주는 랜덤과 달리 선택랜덤은 맵 또는 상대방의 종족에 따라 종족을 지정할 수 있다. 보통은 사용하지 않으며 맵이나 종족마다 전략을 구성하였을 시 사용한다.